# Социал-демократическая партия Литвы
Социал-демократическая партия Литвы (лит. Lietuvos socialdemokratų partija — LSDP) — старейшая политическая партия Литвы, созданная 1 мая 1896 года в Вильне. В своей деятельности опирается на социал-демократические идеи. Лидер партии с 2021 года — Вилия Блинкявичюте.

## История

### Возникновение
Основана как литовская социал-демократическая партия в 1 мая 1896 года. Встреча лидеров виленской и ковенской социал-демократических групп состоялась на квартире Андрюса Домашявичюса, эта встреча впоследствии была названа 1-м съездом ЛСДП. Там также присутствовала группа националистов (лит. Varpininkai), с которыми социал-демократы тесно сотрудничали как до, так и после 1896 года.
Принятая программа Литовской социал-демократической партии, подготовленная Альфонсасом Моравскисом и А. Домашявичюсом, содержала положения программ СДПГ и Польской социалистической партии (ППС) с некоторыми изменениями к литовским реалиям. Литовская организация отличалась от польских, русских и еврейских социал-демократических организаций, действующих в то время на территории Литвы, прежде всего тем, что она ставила целью восстановить независимую демократическую Литовскую Республику, добровольно вступив в федерацию со своими соседями (в Великом княжестве Литовском). Это была первая литовская политическая партия.
В 1896 начала выходить в свет первая газета ЛСДП — «Robotnik Litewski».
Создание партии усилило борьбу рабочих за свои права. ЛСДП стремился координировать свою деятельность с другими связанными организациями. С момента создания Еврейской социал-демократической организации в 1897 году ЛСДП стремилась тесно сотрудничать с Бундом, но переговоры не увенчались успехом, потому что ЛСДП потребовала признания территориальной автономии Литвы, а лидеры Бунда считали Россию единой и неделимой. Был постоянные переговоры с литовской организацией Польской социалистической партии (ППС), основанной Юзефом Пилсудским в качестве противовеса ЛСДП. Активную деятельность партии заметили и царские жандармы. В марте 1899 года около 40 рабочих и многие партийные лидеры, в том числе А. Домашявичюс, были арестованы. А. Моравскис уехал за границу.

### После 1905 года
Выборы в 1-ю Государственную думу бойкотировала, во 2-ю Государственную думу провела 5 своих депутатов.

### Участие в установлении независимости
Представители СДПЛ в сентябре 1917 вошли в состав Тарибы, принявшей декларации «О вечных союзных связях Литовского государства с Германией» (11(24) декабря 1917) и Акт о независимости Литвы (16 февраля 1918).

### В подполье
В 1936 году деятельность партии была запрещена.

### Во время Второй мировой войны
Во время Второй мировой войны также действовала в подполье.

### В эмиграции
В 1947—1990 годах действовала в эмиграции.

## Возобновление партии в современной Литве
В 1990—2001 гг. в независимой Литве функционировала возобновлённая ЛСДП. ЛСДП на выборах президента в 1993 году поддержала Стасиса Лозорайтиса.

## Образование СДПЛ
В 2001 году путём слияния Литовской социал-демократической партии и Демократической партии труда Литвы была образована Социал-демократическая партия Литвы, которая считает себя преемником Литовской социал-демократической партии, существовавшей в 1896—1940.
По итогам парламентских выборов 2004 года СДПЛ, выступившая в коалиции с партией «Новый союз (Социал-либералы)» Артураса Паулаускаса, получила 20 мест (11 у НС(СЛ); коалиция собрала 246 852 (20,65 %) голосов). После переговоров и образования четырёхпартийной коалиции (СДПЛ, НС(СЛ), Партия труда, Союз крестьян и новой демократии) представитель СДПЛ Альгирдас Бразаускас вновь стал премьер-министром страны; кроме того, члены партии получили портфели министров обороны, финансов, коммуникаций, охраны окружающей среды и образования. После правительственного кризиса 2006 года Бразаускас ушёл в отставку, и новым премьер-министром в правительстве меньшинства стал член СДПЛ Гедиминас Киркилас. На парламентских выборах 2008 года партия получила 144 675 (11,73 %) голосов и 25 мест и, не сумев сформировать правительство, перешла в оппозицию.
Партия также представлена в Европарламенте — она получила 2 из 13 отведённых для Литвы мест на выборах 2004 года (173 888 (14,4 %) голосов) и 3 из 12 — на выборах 2009 года (102 347 (18,12 %) голосов). СДПЛ входит в Социнтерн и Партию европейских социалистов.
Представители партии трижды участвовали в выборах президента Литвы, но каждый раз неудачно. На выборах 2002—2003 годов Витянис Повилас Андрюкайтис получил 105 584 (7,3 %) голосов и занял пятое место. В 2004 году Чесловас Юршенас занял в первом туре пятое место с результатом в 147 610 (11,9 %) голосов, а в 2009 году Альгирдас Буткевичус занял второе место, набрав 162 549 (11,83 %) голосов.
12—13 октября 2009 года в штаб-квартире СДПЛ в Вильнюсе сперва произошёл взрыв, а затем в здание была брошена бутылка с зажигательной смесью.
На муниципальных выборах 2011 года партия получила наибольшее количество мест — 328 из 1526 (181 453 голосов из 1,1 млн.). В Вильнюсе партия получила 5 мест из 51, в Каунасе — 6 из 41.

## Поддержка партии на парламентских выборах и количество мест в Сейме
| Количество поданных голосов |
| --------------------------- |
|                             |

| Мест в Сейме |
| ------------ |
|              |